# Joker’s Wild
Joker’s Wild – zespół rockowy założony w 1965 roku, w Cambridge.
W 1966 Joker’s Wild nagrali jedyny album, zatytułowany tak samo jak nazwa zespołu – Joker’s Wild. Płyta zawierała 5 utworów i została wydana w 50 egzemplarzach, które w głównej mierze trafiły do rodzin i przyjaciół muzyków zespołu.
Najbardziej znanym członkiem grupy Joker’s Wild był David Gilmour, który w 1968 dołączył do zespołu Pink Floyd. Rick Wills grał później w takich zespołach jak Foreigner i Bad Company. John Wilson wziął udział w nagraniach dwóch albumów Syda Barretta – The Madcap Laughs i Barrett. John Wilson oraz Rick Willis grali na pierwszym solowym albumie Gilmoura – David Gilmour.

## Skład
- David Gilmour – śpiew, gitara
- David Altham – śpiew, instrumenty klawiszowe, saksofon, gitara
- John „Johnny” Gordon – gitara, śpiew
- Dick Parry – saksofon, trąbka
- Tony Sainty – gitara basowa, śpiew
- Clive Welham – perkusja, śpiew
- John „Willie” Wilson – perkusja (zastąpił Clive’a Welham’a)
- Rick Wills – gitara basowa (zastąpił Tony’ego Sainty’ego)

## AlbumJokers Wild
Utwory:
- Why Do Fools Fall In Love – 1:55
- Walk Like A Man – 2:15
- Don’t Ask Me (What I Say) – 3:01
- Big Girls Don’t Cry – 2:18
- Beautiful Delilah – 2:05